# Guasa
Guasa és una localitat espanyola pertanyent al municipi de Jaca, a la Jacetània, província d'Osca, Aragó. Des del punt de vista eclesiàstic pertany a la Bisbat de Jaca que, al seu torn, forma part de l'arquebisbat de Pamplona.

## Geografia
Guasa està situada a orient i a molt curta distància de la localitat de Jaca, la capital de l'ajuntament a què pertany. En els seus voltants discorre el riu Gas, un afluent de l'Aragó.

### La Val Ampla
S'integra a la comarca anomenada La Val Ampla, que és una de les sis unitats territorials que integren les localitats que formen part del municipi de Jaca. Pertanyen a la Val Ampla les 14 poblacions següents: Guasa, Ipas, Lerés, Badaguás, Baraguás, Gracionépel, Espuéndolas, Barós, Ullé, Navasa, Navasilla, Orante, Martillué i Jarlata.
La Val Ampla és la primera zona oberta després dels Pirineus adequada per a l'agricultura i ramaderia. Constitueix una depressió que va des de Jaca fins Samianigo, el límit septentrional està definit per la serra de Baraguás mentre que la serra de la Penya Oroel marca el meridional. Aquí, en un territori relativament reduït, es troben petites localitats que tradicionalment s'han dedicat a l'agricultura de secà i la ramaderia de llana i vacuna.

### Xaragalls
Es pot contemplar el fenomen de Xaragall, freqüent a la Val Ampla. Es defineix per l'erosió que l'aigua produeix en els vessants de sòls solubles com són les margues i calcites. Forma profundes estries, paral·leles entre si, que descendeixen dels colls i deixen el terra sense vegetació. És característic el color gris blavós dels sòls.

## Comunicacions
Guasa està a peu de la N-330, que connecta Jaca amb Samianigo.